# Peizerwold
Peizerwold est un village situé dans la commune néerlandaise de Noordenveld, dans la province de Drenthe.